# Rivière Montréal (Saskatchewan)
Pour les articles homonymes, voir Montréal (homonymie).
La rivière Montréal est un cours d'eau qui coule dans la province de la Saskatchewan au Canada.
Ce cours d'eau est le principal émissaire du lac Montréal. La rivière Montréal s'écoule ensuite vers le lac la Ronge dans lequel elle se jette, près de la communauté rurale de La Ronge, après un parcours d'une centaine de kilomètres de distance. 